# Bitwa w zatoce Kunfuza
Bitwa w zatoce Kunfuza – starcie między eskadrą włoską a turecką, 7–8 stycznia 1912 roku, w trakcie wojny włosko-tureckiej, zakończone zniszczeniem eskadry tureckiej.
Włosi, obawiając się ataku na ich kolonię w Erytrei, skierowali na Morze Czerwone znaczne siły lekkie, składające się z krążowników „Piemonte”, „Calabria”, „Puglia”, „Aretusa”, kanonierki „Volturno”, okrętu łącznikowego „Staffeta” i czterech niszczycieli „Artigliere”, „Granatiere”, „Bersagliere” i „Garibaldino”.
Turcy postanowili sprowadzić do ojczystych portów z Zatoki Perskiej stacjonujące tam niewielkie okręty. Dotarły one na Morze Czerwone, ale musiały się zatrzymać z powodu braku węgla: frachtowiec „Kaiserieh”, który miał im dostarczyć paliwo, został przechwycony przez Włochów. Jednostka ta udawała statek szpitalny Czerwonego Krzyża, ale drużyna abordażowa z krążownika „Puglia”, która dokonała inspekcji 16 grudnia 1911 roku nie znalazła na nim żadnego sprzętu szpitalnego, więc statek został zajęty jako pryz. Włoski dowódca dowiedział się, że turecka eskadra znajduje się w okolicach wysp Farasan i nie zdając sobie sprawy, że są pozbawione węgla, obawiał się, że ich celem jest przewiezienie wojsk arabskich z Półwyspu Arabskiego do Erytrei. Rozpoczął więc przeszukiwanie okolicznych wybrzeży i 7 stycznia odnalazł turecką eskadrę w porcie Al-Kunfuza.
Tureckie okręty nie stanowiły większego zagrożenia: żaden nie rozwijał więcej niż 12 węzłów, najciężej uzbrojona kanonierka, „Kastamonu” miała 1 działo kalibru 75 mm (lub 77 mm), pozostałe: „Gökçedağ”, „Refahiye”, „Ayintab”, „Ordu” i „Bafra” miały działa 47 mm; towarzyszył im uzbrojony jacht „Şipka” (1 działo 6-funtowe i 2 jednofuntowe) i holownik „Muha”.

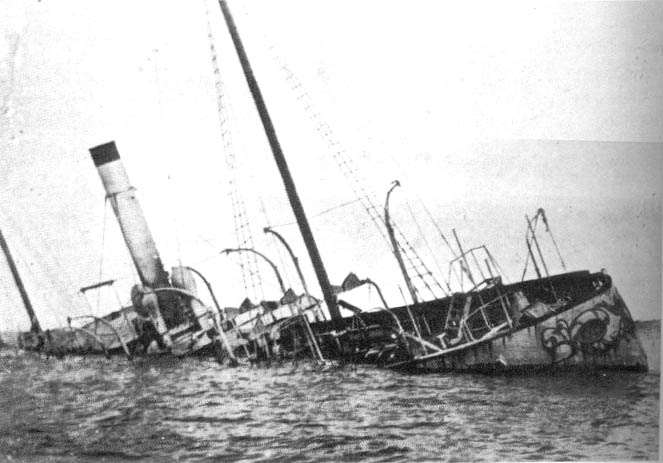
Wrak kanonierki „Bafra”, zniszczonej w porcie Al-Kunfuza

Grupa okrętów włoskich, która odnalazła turecką eskadrę, składała się z krążownika „Piemonte” (2 działa 152 mm i 10 – 120 mm) i niszczycieli „Artigliere” i „Garibaldino” (oba po 4 działa 76 mm). Jako pierwszy otworzył ogień „Artigliere”. Jednostki włoskie, wykorzystując swoją cięższą artylerię, strzelały z relatywnie dalekiego dystansu 4,5–6 km. Po trzygodzinnym ostrzale, cztery okręty tureckie zatonęły, a trzy wyrzuciły się na brzeg; „Şipka” został zatopiony przez własną załogę. Następnego dnia eskadra włoska wróciła, zbombardowała port, wysadziła desant, który zniszczył jednostki wyrzucone na brzeg, i odpłynęła zabierając kilka zdemontowanych lekkich dział i innych pamiątek. Uprowadziła też „Şipkę”, którą udało się podnieść z dna (jacht służył do 1924 roku we flocie włoskiej jako „Gunfida”) oraz cztery arabskie żaglowce. Zapewniwszy sobie pełne panowanie na Morzu Czerwonym, Włosi przeprowadzili następnie bombardowania portów w Akabie, Mokce i Midi oraz blokadę wybrzeża w promieniu 45 mil morskich wokół Al-Hudajdy.